# Tiroteo de Nogolait de 2022
El tiroteo de Nogolait de 2022 ocurrió el 16 de julio de 2022, cuando un grupo de unos 20 hombres armados entró en la aldea de Nogolait en la regencia de Nduga, Papúa Alta, Indonesia. Los atacantes abrieron fuego contra una tienda de alimentos y luego dispararon a siete comerciantes que viajaban en un camión de carga. Cuatro transeúntes también fueron fusilados.
Durante el tiroteo, diez personas murieron y dos resultaron heridas. Todas las víctimas eran hombres, la mayoría de los cuales provenían de otras islas de Indonesia. Las autoridades indonesias sospechaban que el ala militante del Movimiento Papúa Libre, el Ejército de Liberación de Papúa Occidental, era responsable.